# Jeanett Kristiansen
Jeanett Egebakken Kristiansen (* 24. Dezember 1992 in Egersund, Norwegen) ist eine ehemalige norwegische Handballspielerin.

## Karriere

### Im Verein
Jeanett Kristiansen spielte bis zum Jahr 2010 bei Mjøndalen. Anschließend wechselte die Rückraumspielerin zum Zweitligisten Glassverket IF, mit dem sie 2012 in die Eliteserien aufstieg. In der Saison 2013/14 lief sie für Larvik auf. Mit Larvik gewann sie die norwegische Meisterschaft sowie die Norgesmesterskap, den norwegischen Pokalwettbewerb. Anschließend kehrte Kristiansen zu Glassverket IF zurück.

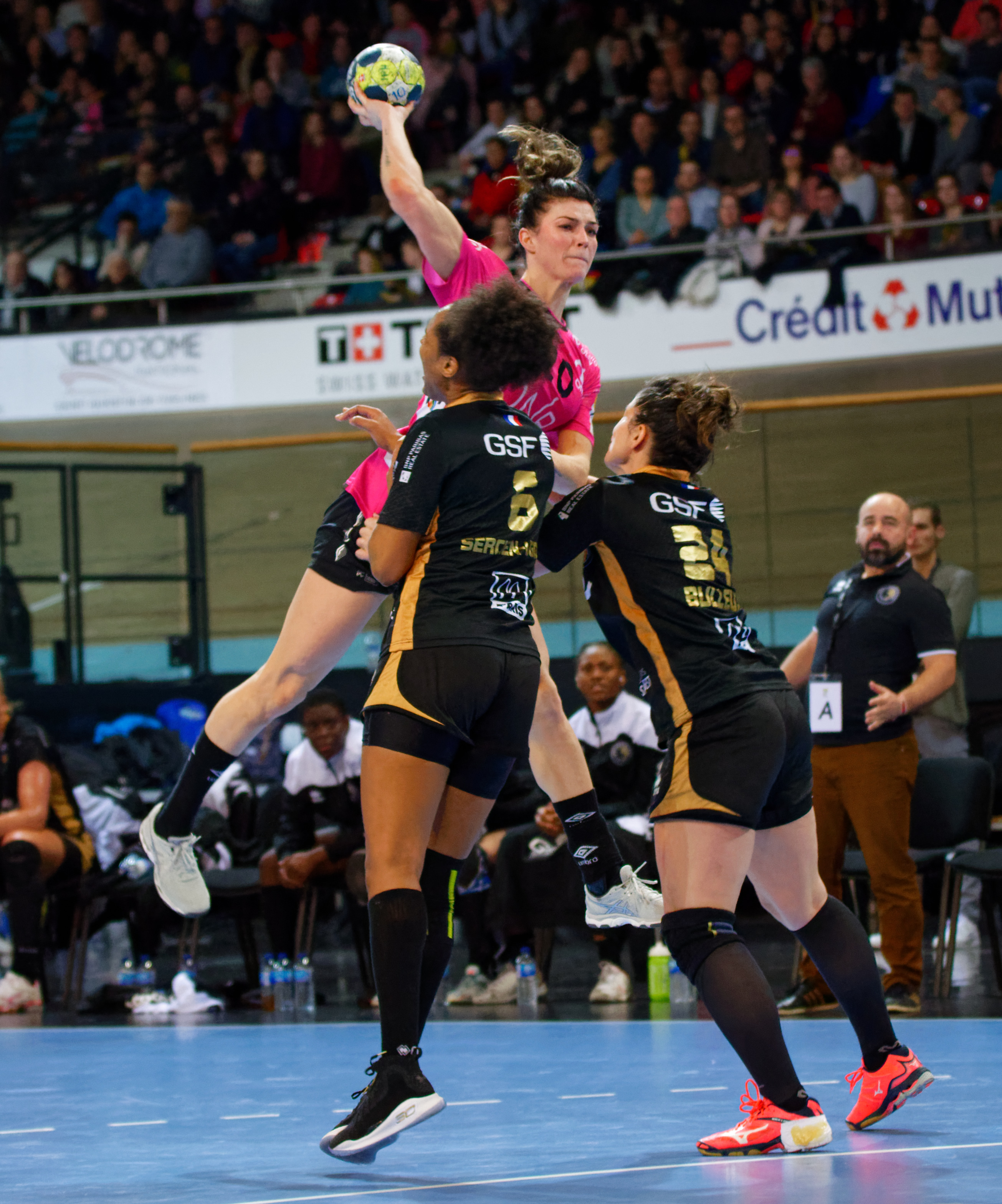
Jeanett Kristiansen bei einem Sprungwurf

Zwei Jahre später schloss sich Kristiansen den Vipers Kristiansand an. Mit den Vipers gewann sie in der Saison 2017/18 und 2018/19 die Meisterschaft sowie 2017 und 2018 die Norgesmesterskap. Kristiansen stand in der Saison 2019/20 beim dänischen Erstligisten Herning-Ikast Håndbold unter Vertrag. 2019 gewann sie mit Herning-Ikast den dänischen Pokal. Anschließend kehrte sie zu den Vipers zurück. Mit den Vipers gewann sie 2021 die norwegische Meisterschaft sowie die EHF Champions League. Im Sommer 2021 wechselte Kristiansen zum Ligakonkurrenten Storhamar Håndball, bei dem sie am Saisonende 2021/22 ihre Karriere für beendet erklärte. Im September 2022 gab sie ihr Comeback beim in der 1. divisjon (zweite Liga) spielenden Verein Follo HK. Mit Follo stieg sie 2023 in die höchste norwegische Spielklasse auf. Nach der Saison 2023/24 beendete sie ihre Karriere.

### In Auswahlmannschaften
Kristiansen lief 10-mal für die norwegische Jugend- sowie 38-mal für die Juniorinnennationalmannschaft auf. Mit diesen Auswahlmannschaften nahm sie an der U-19-Europameisterschaft 2011 und an der U-20-Weltmeisterschaft 2012 teil. Am 15. Juni 2017 gab sie ihr Debüt für die norwegische Nationalmannschaft.

## Privates
Ihre Schwestern Charlotte Kristiansen und Veronica Kristiansen spielen ebenfalls professionell Handball.